# Franco Bontadini
Franco Bontadini (né le 7 janvier 1893 à Milan et mort le 27 janvier 1943 dans la même ville) est un footballeur italien des années 1910.

## Biographie
En tant que milieu de terrain, Franco Bontadini est international italien à 4 reprises pour 2 buts en 1912. 
Il prend part aux Jeux olympiques de 1912. Il participe à tous les matchs en tant que titulaire (Finlande, Suède et Autriche). Au cours de cette compétition, il inscrit deux buts : un contre la Finlande à la 10e minute et un contre la Suède à la 15e minute. L'Italie termine 8e sur onze dans ce tournoi.
Il joue principalement dans deux clubs : le Milan AC et l'Inter Milan. Avec le premier, il ne remporte rien, mais avec le second, il remporte le Scudetto en 1920.

## Clubs
- 1909-1910 : Ausonia Pro Gorla
- 1910-1911 : Milan AC
- 1911-1920 : Inter Milan

## Palmarès
- Championnat d'Italie de football

- - Champion en 1920